# Shakti Arora
Shakti Arora é um ator de televisão indiano conhecido por interpretar Taposh Banerjee em Tere Liye, Ranveer Vaghela em Meri Aashiqui Tum Se Hi e Kunal Malhotra em Silsila Badalte Rishton Ka . Ele também interpretou Jigar em Baa Bahoo Aur Baby e Dr. Onir Dutt em Pavitra Rishta . Ele participou de reality shows como Nach Baliye (2015) e Jhalak Dikhhla Jaa (2016).

## Televisão
| Year      | Show                           | Role            | Channel             | References |
| --------- | ------------------------------ | --------------- | ------------------- | ---------- |
| 2006–2009 | Ssshhhh...Phir Koi Hai         | Various         | Star Plus, Star One |            |
| 2006      | Left Right Left                | Kamran          | SAB TV              | [ 1 ]      |
| 2007      | Dill Mill Gayye                | Sumit           | Star One            | [ 2 ]      |
| 2009      | Baa Bahoo Aur Baby             | Jigar Thakkar   | Star Plus           | [ 3 ]      |
| 2010      | Tere Liye                      | Taposh Banerjee | Star Plus           | [ 4 ]      |
| 2011      | Agle Janam Mohe Bitiya Hi Kijo | Mukul           | Zee TV              | [ 5 ]      |
| 2011      | Sanskaar Laxmi                 | Angad Purohit   | Zee TV              | [ 6 ]      |
| 2012–2013 | Pavitra Rishta                 | Dr. Onir Dutt   | Zee TV              | [ 7 ]      |
| 2012      | Gyaan Guru                     | Host            | NDTV Imagine        | [ 8 ]      |
| 2012      | Gumrah: End of Innocence       | Rambo           | Channel V India     | [ 9 ]      |

| 2013–2014 | Rasoi Ki Rani              | Host                           | BIG Magic | [ 10 ] |
| 2013      | Science with BrainCafé     | Host                           | Zee TV    |        |
| 2013      | Yeh Hai Aashiqui           | Mayank                         | Bindass   | [ 11 ] |
| 2013      | MTV Webbed                 | Kavish Mehra                   | MTV India |        |
| 2013      | Yeh Hai Mohabbatein        | Special Apparence in Episode 1 | Star Plus |        |
| 2014      | Pyaar Tune Kya Kiya        | Avinash                        | Zing      | [ 12 ] |
| 2014–2016 | Meri Aashiqui Tum Se Hi    | Ranveer Vaghela/ Milan Vaghela | Colors TV | [ 13 ] |
| 2015      | Nach Baliye 7              | Contestant                     | Star Plus | [ 14 ] |
| 2016      | Box Cricket League 2       | Contestant                     | Colors TV | [ 15 ] |
| 2016      | Man Mein Hai Visshwas 2    | Host                           | Sony TV   | [ 16 ] |
| 2016      | Kasam Tere Pyaar Ki        | Narrator                       | Colors TV |        |
| 2016      | Jhalak Dikhhla Jaa 9       | Contestant                     | Colors TV |        |
| 2016      | Tuyul & Mba Yul Reborn     | Himself                        | Antv      |        |
| 2017      | Cinta Di Pangkuan Himalaya | Himself                        | Antv      | [ 17 ] |

| 2018–2019 | Silsila Badalte Rishton Ka | Dr. Kunal Malhotra | Colors TV | [ 18 ] |
| 2019      | Kitchen Champion           | Guest              | Colors TV | [ 19 ] |

## Prêmios e indicações
| Ano  | Filme                  |
| ---- | ---------------------- |
| 2006 | Alag - Ele é Diferente |

| Ano  | Prémio                                   | Categoria                            |
| ---- | ---------------------------------------- | ------------------------------------ |
| 2014 | Prêmios da Academia de Televisão Indiana | ÓTIMO! Intérprete do Ano - Masculino |
| 2015 | Indian Telly Awards                      | Melhor casal na tela                 |
| 2015 | Indian Telly Awards                      | Melhor Ator Principal                |
| 2015 | Kalakar Awards                           | Melhor Ator (Popular)                |
| 2015 | Prêmios da Academia de Televisão Indiana | Ícone da Juventude do Ano            |
| 2015 | Prêmios de Estilo de Televisão (TSA)     | Jodi mais estiloso                   |

| 2016 | Prémios Golden Petal  | Melhor ator                       |
| 2017 | Bollystar Awards 2017 | Jambang Klepek-Klepek             |
| 2017 | Bollystar Awards 2017 | Bibir Tercucok                    |
| 2019 | Indian Telly Awards   | Melhor Ator Principal (Masculino) |